# Lurdes Inoue
Pour les articles homonymes, voir Inoue.
Lurdes Yoshiko Tani Inoue (née en 1970) est une statisticienne brésilienne d'origine japonaise, spécialisée dans l'inférence bayésienne. Elle travaille comme professeure de biostatistique à la School of Public Health (en) de l'université de Washington.  

## Éducation et carrière
Les grands-parents d'Inoue ont émigré du Japon au Brésil dans les années 1930; elle est née à São Paulo, où elle a grandi.  
Elle a obtenu un bachelor en 1992 et une maîtrise en 1995 de l'Université de São Paulo et a reçu une bourse du gouvernement brésilien pour poursuivre ses études aux États-Unis. Elle a terminé son doctorat en statistiques en 1999 à l'université Duke, sous la supervision de Don Berry (en), avec une thèse intitulée « Bayesian Design and Analysis of Clinical Experiments ».  
Après des recherches postdoctorales à l'Université du Texas, elle rejoint l'Université de Washington en 2002. En 2019, elle est devenue présidente du département de biostatistique.  

## Publications
Avec Giovanni Parmigiani (en), elle est l'auteure du livre Decision Theory: Principles and Approaches (Wiley, 2009). Ce livre a remporté le prix DeGroot de la Société internationale d'analyse bayésienne pour 2009.  

## Reconnaissance
En 2014, Inoue est élue membre de la Société américaine de statistique « pour ses contributions substantielles et fondamentales à la théorie de la décision bayésienne et à l'innovation dans la modélisation statistique de la progression de la maladie avec des applications à la recherche sur le cancer; pour le mentorat exceptionnel de chercheurs débutants; et pour un service exemplaire à la profession ». 